# Grecja na Letnich Igrzyskach Olimpijskich 1956
Grecję na Letnich Igrzyskach Olimpijskich 1956 w Melbourne reprezentowało 13 zawodników: 13 mężczyzn i ani jednej kobiety. Był to 13. start reprezentacji Grecji na letnich igrzyskach olimpijskich.
Najmłodszym greckim zawodnikiem na tych igrzyskach był 22-letni lekkoatleta, Jeorjos Tsakanikas, natomiast najstarszym 29-letni lekkoatleta, Joanis Kambadelis. Chorążym reprezentacji podczas ceremonii otwarcia był lekkoatleta Jeorjos Rumbanis.

## Zdobyte medale
| Medal | Zawodnik         | Dyscyplina    | Konkurencja   | Data         |
| ----- | ---------------- | ------------- | ------------- | ------------ |
| Brąz  | Jeorjos Rumbanis | Lekkoatletyka | Skok o tyczce | 26 listopada |

## Konkurencje

### Lekkoatletyka

#### Mężczyźni

##### Konkurencje biegowe
| Zawodnika                | Konkurencja                     | Eliminacje | Eliminacje | Półfinały | Półfinały | Finał | Finał   | Źródło |
| Zawodnika                | Konkurencja                     | Czas       | Pozycja    | Czas      | Pozycja   | Czas  | Pozycja | Źródło |
| ------------------------ | ------------------------------- | ---------- | ---------- | --------- | --------- | ----- | ------- | ------ |
| Ewangelos Depastas       | Bieg na 800 m                   | 1:53,1     | 3. (Q)     | 1:52.0    | 8         | NQ    | NQ      | [ 2 ]  |
| Dimitrios Konstantinidis | Bieg na 800 m                   | 1:52,7     | 5.         | NQ        | NQ        | NQ    | NQ      | [ 2 ]  |
| Ewangelos Depastas       | Bieg na 1500 m                  | 3:52,0     | 7.         | —         | —         | NQ    | NQ      | [ 3 ]  |
| Jeorjos Papawasileiu     | Bieg na 1500 m                  | 3:57,0     | 9.         | —         | —         | NQ    | NQ      | [ 3 ]  |
| Janis Kambadelis         | Bieg na 110 m przez płotki      | 15,1       | 5.         | NQ        | NQ        | NQ    | NQ      | [ 4 ]  |
| Janis Kambadelis         | Bieg na 400 m przez płotki      | 53,7       | 2. (Q)     | 53,8      | 6.        | NQ    | NQ      | [ 5 ]  |
| Jeorjos Papawasileiu     | Bieg na 3000 m przez przeszkody | 8:55,6     | 8.         | —         | —         | NQ    | NQ      | [ 6 ]  |

##### Konkurencje techniczne
| Zawodnik           | Konkurencja    | Eliminacje | Eliminacje | Finał   | Finał   | Źródło |
| Zawodnik           | Konkurencja    | Wynik      | Pozycja    | Wynik   | Pozycja | Źródło |
| ------------------ | -------------- | ---------- | ---------- | ------- | ------- | ------ |
| Jeorjos Rumbanis   | Skok o tyczce  | 4,15 m     | 5. (Q)     | 4,50 m  | brąz    | [ 7 ]  |
| Jeorjos Tsakanikas | Pchnięcie kulą | 15,99 m    | 7. (Q)     | 16,56 m | 8.      | [ 8 ]  |

### Strzelectwo

#### Mężczyźni
| Zawodnik           | Konkurencja                   | Wynik   | Pozycja | Źródło |
| ------------------ | ----------------------------- | ------- | ------- | ------ |
| Wangelis Chrysafis | Pistolet szybkostrzelny, 25 m | 553 pkt | 21.     | [ 9 ]  |
| Joanis Koudzis     | Trap                          | 175 pkt | 12.     | [ 10 ] |

### Wioślarstwo

#### Mężczyźni
| Zawodniczka         | Konkurencja | Eliminacje | Eliminacje | Repasaże | Repasaże | Półfinały | Półfinały | Finał | Finał   | Źródło |
| Zawodniczka         | Konkurencja | Czas       | Pozycja    | Czas     | Pozycja  | Czas      | Pozycja   | Czas  | Pozycja | Źródło |
| ------------------- | ----------- | ---------- | ---------- | -------- | -------- | --------- | --------- | ----- | ------- | ------ |
| Nikos Chadzijakumis | Jedynki     | 7:51.5     | 4.         | 11:00.4  | 2.       | NQ        | NQ        | NQ    | NQ      | [ 11 ] |

### Zapasy
Punktacja:
- 0 pkt – wygrana (poddanie)
- 1 pkt – wygrana (decyzja)
- 2 pkt – porażka (decyzja 1-2)
- 3 pkt – porażka (decyzja 0-3 lub poddanie)

Zdobycie 5 pkt powodowało wyeliminowanie z turnieju.

#### Mężczyźni

##### Styl klasyczny
| Zawodnik           | Konkurencja          | Eliminacje                  | Eliminacje | Eliminacje                  | Eliminacje | Eliminacje                        | Eliminacje | Eliminacje       | Eliminacje | Eliminacje       | Eliminacje | Finał            | Pozycja          | Źródło |
| Zawodnik           | Konkurencja          | 1                           | 1          | 2                           | 2          | 3                                 | 3          | 4                | 4          | 5                | 5          | Finał            | Pozycja          | Źródło |
| Zawodnik           | Konkurencja          | Przeciwnik Wynik            | Punkty     | Przeciwnik Wynik            | Punkty     | Przeciwnik Wynik                  | Punkty     | Przeciwnik Wynik | Punkty     | Przeciwnik Wynik | Punkty     | Przeciwnik Wynik | Pozycja          | Źródło |
| ------------------ | -------------------- | --------------------------- | ---------- | --------------------------- | ---------- | --------------------------------- | ---------- | ---------------- | ---------- | ---------------- | ---------- | ---------------- | ---------------- | ------ |
| Andonios Jeorgulis | Waga ciężka (+87 kg) | J. Zammit W – decyzja (3-0) | 1 pkt      | H. Kaplan P – decyzja (0-3) | 4 pkt      | A. Bulgarelli P – poddanie (9:00) | 7 pkt      | NQ               | NQ         | NQ               | NQ         | NQ               | Nieklasyfikowany | [ 12 ] |

##### Styl wolny
| Zawodnik           | Konkurencja             | Eliminacje                     | Eliminacje | Eliminacje       | Eliminacje | Eliminacje       | Eliminacje | Eliminacje       | Eliminacje | Eliminacje       | Eliminacje | Eliminacje       | Eliminacje | Finał            | Pozycja          | Źródło |
| Zawodnik           | Konkurencja             | 1                              | 1          | 2                | 2          | 3                | 3          | 4                | 4          | 5                | 5          | 6                | 6          | Finał            | Pozycja          | Źródło |
| Zawodnik           | Konkurencja             | Przeciwnik Wynik               | Punkty     | Przeciwnik Wynik | Punkty     | Przeciwnik Wynik | Punkty     | Przeciwnik Wynik | Punkty     | Przeciwnik Wynik | Punkty     | Przeciwnik Wynik | Punkty     | Przeciwnik Wynik | Pozycja          | Źródło |
| ------------------ | ----------------------- | ------------------------------ | ---------- | ---------------- | ---------- | ---------------- | ---------- | ---------------- | ---------- | ---------------- | ---------- | ---------------- | ---------- | ---------------- | ---------------- | ------ |
| Andonios Jeorgulis | Waga półciężka (-87 kg) | G. Martina P – poddanie (3:00) | 0 pkt      | DNS              | DNS        | NQ               | NQ         | NQ               | NQ         | NQ               | NQ         | NQ               | NQ         | NQ               | Nieklasyfikowany | [ 13 ] |

### Żeglarstwo

#### Mężczyźni
| Zawodnik                            | Konkurencja | Pozycja i punkty za wyścig | Pozycja i punkty za wyścig | Pozycja i punkty za wyścig | Pozycja i punkty za wyścig | Pozycja i punkty za wyścig | Pozycja i punkty za wyścig | Pozycja i punkty za wyścig | Wynik końcowy | Wynik końcowy | Źródło |
| Zawodnik                            | Konkurencja | Pozycja i punkty za wyścig | Pozycja i punkty za wyścig | Pozycja i punkty za wyścig | Pozycja i punkty za wyścig | Pozycja i punkty za wyścig | Pozycja i punkty za wyścig | Pozycja i punkty za wyścig | Punkty        | Pozycja       | Źródło |
| Zawodnik                            | Konkurencja | 1                          | 2                          | 3                          | 4                          | 5                          | 6                          | 7                          | Punkty        | Pozycja       | Źródło |
| ----------------------------------- | ----------- | -------------------------- | -------------------------- | -------------------------- | -------------------------- | -------------------------- | -------------------------- | -------------------------- | ------------- | ------------- | ------ |
| Nikh - Spyros Bonas - Stelios Bonas | Klasa 12 m  | 9.                         | 12.                        | 10.                        | DNF                        | 10.                        | 12.                        | 11.                        | 1137 pkt      | 12.           | [ 14 ] |
| Nikh - Spyros Bonas - Stelios Bonas | Klasa 12 m  | 261 pkt                    | 136 pkt                    | 215 pkt                    | 0 pkt                      | 215 pkt                    | 136 pkt                    | 174 pkt                    | 1137 pkt      | 12.           | [ 14 ] |